# Dekorativni kamen
Dekorativni kamen se koristi u više oblasti uređenja enterijera i eksterijera. U enterijeru u oblasti gradnje, koristi se za dekoraciju zidova, kamina, šankova. U oblasti botanike se koristi za dekoraciju saksija. U eksterijeru u oblasti gradnje, koristi se za oblaganje ograda, fasada, stubova, dok se u oblasti botanike, koristi za dekoraciju staza, posipanjem kamenčića oko staze ili za dekoraciju žardinjera i travnjaka. U oblasti gradnje dekorativni kamen je poznatiji kao prirodni kamen. Dok je u oblasto botanike poznat samo kao dekorativni kamen.

## Vrste
- Kamen za oblaganje zidova

1. kamen za zid
2. kamen za fasade
3. kamen za šank

- Kamen za ukrašavnaje saksija i žardinjera

1. Beli oblutak
2. Crveni oblutak
3. Zeleni oblutak

## Dekorativni kamen u Japanu
Umetnost vrtova Japana izražena je kroz jednostavnost linija i boja. Nezavisno od toga da li su veliki ili mali, japanski vrtovi su sačuvali svoj poseban oblik. Oni nisu simetrični niti su monumentalni. Odražavaju lepotu prirode insistirajući na njenoj jedinstvenosti i harmoniji. 
Kamen, voda i biljke su tri osnovna elementa prisutna u japanskim baštama. 
Kamen je sveti objekat u Japanu. Po narodnom verovanju u kamenu prebivaju duhovi, a ako su postavljeni kao stepenici iznad vode simbol su planine. Grupisanje kamenja je u vezi sa balansiranjem energije u prirodi. U grupama po tri simbolizuju trijadu neba, zemlje i čoveka. 
Voda je simbol okeana i značajan je element u Japanskom vrtu. Ona nas podseća na stalne promene u prirodi. Kao odraz prirode, vodeni tokovi i bazeni obogaćuju prostor novom dimenzijom zvuka. 
Biljke skrivaju ili ističu detalje kamena i zemlje, i kreiraju konačni ambijent. Biljke se biraju po simbolici koju nose. Bor je simbol dugovečnosti i ljubavi, jer sa starošću dobija na lepoti i raskoši. Trešnjino drvo je simbol večite mladosti i proleća, dok su listopadni javori simbol ciklusa života i smrti, podsećajući posetioca na prolaznost života.